# Chleuasicus
Chleuasicus is een monotypisch geslacht van zangvogels. Deze vogel is  niet verwant is aan de mezen, maar eerder aan de zangers van de Oude Wereld (Sylviidae). Daardoor wordt dit geslacht ondergebracht in een eigen familie, de Paradoxornithidae.
- Chleuasicus atrosuperciliaris - Witkeeldiksnavelmees